# Rayken
Rayken es una banda colombiana de heavy metal fundada en Medellín el 3 de marzo del 2011 por Leandro Andruss Marín. Tras un gran recorrido por diferentes agrupaciones y después de haber sido ganador en dos ocasiones de la batalla de bandas Paranoyd Taller y el bar “Nuestro Bar”; decide separarse de su grupo de rock anterior, con el objetivo de dar vida a una nueva empresa, RAYKEN cuyo nombre significa “Poder Vital Del Rayo”, una banda madura y con ideal claro, la cual se enmarca en el género del Heavy Metal con influencias del Power; brindando así un sonido potente, lleno de fuerza y energía que se consagra en una época contemporánea.
Ha compartido escenario con bandas nacionales tales como Kraken, Masacre, Nepentes y algunas agrupaciones internacionales, BIOHAZARD  (USA), MALEVOLENT CREATION (USA), SPASM (República Checa) y PAUL GILLMAN (Venezuela).
Eslogan: Rayken es... el Poder!
En el año 2018 lanzaron una canción con videoclip única en su país titulada Los más Temibles de la Noche “Sangre Heavy” donde participan en la grabación de la canción (Audio) 17 vocalistas de la ciudad de Medellín y aparecen en el video un total de 11, esto debido a la dificultad de reunirlos a todos, sin embargo son pioneros en Colombia al hacer un proyecto de tal magnitud donde participan varios artistas en una sola canción, esto sin contar con los músicos que grabaron los instrumentos, seguidamente los sigue la banda de Speed Metal Revenge con su canción “We are Metal Warriors” 
En el 2019 lanzan su primer álbum llamado "Eterna Tu Historia" con 12 canciones, un bonus track y dos canciones en acústico.
Entre el 2020 y 2025 han estado en festivales como Recicla por el Rock, Rock al Rio, apertura a Vision Divine, Saratoga, Dragonfly 

## Integrantes
Vocalista: Leandro (Andru´s) Marin
Guitarrista: Andrés Tobón 
Guitarrista: Lewis Garcés
Bajista: Alexis Henao
Baterista: Aliver Cárdenas

## Otros Integrantes
Guitarrista: Cesar Mejía
Guitarrista: David Ibarra
Guitarrista: Sebastián Arango
Guitarrista: Stiven Galvez
Guitarrista: Julián Hurtado
Guitarrista: David Zuluaga
Guitarrista: Santiago Zuluaga
Guitarrista: Gerly Arcila
Guitarrista: Juan David Gómez
Guitarrista: Wildder Vasquez
Guitarrista: David Gallo

Bajista: Santiago Velásquez
Bajista: Alberto Rubiano
Bajista: Diego Grabastaten

Baterista: Jorge Loaiza
Baterista: Juan Tamayo
Baterista: Juan Carlos Echavarría
Baterista: Mauricio Ruiz
Baterista: Anibal

## Discografía
- Eterna tu Historia (2019)
- Mi Mente Sigue en Pie EP (2018)
- El Poder Vital del Rayo EP (2014)
- Heavy Metal EP (2012)

## Premios y nominaciones
| Año  | Premio                          | Categoría                | Resultado |
| 2012 | Batalla de Bandas (Paranoyd)    | Mejor Agrupación (Metal) | Ganador   |
| 2014 | Batalla de Bandas (Nuestro Bar) | Mejor Agrupación (Metal) | Ganador   |
| 2015 | Altavoz Internacional           | Metal                    | Finalista |
| ---- | ------------------------------- | ------------------------ | --------- |